# Narviks kommun
Narviks kommun (norska: Narvik kommune) är en kommun i Nordland fylke i norra Norge. Kommunen ligger kring den innersta delen av Ofotfjorden. Kommunens centralort är tätorten och staden Narvik.
Narviks kommun gränsar i sydväst till Hamarøy kommun och i nordväst till Evenes kommun, medan den i norr gränsar till Troms fylke, med de tillhörande kommunerna Tjeldsund, Gratangen, Lavangen och Bardu. I öster gränsar kommunen till Kiruna kommun och i söder till Gällivare kommun, båda i Norrbottens län i Sverige. Dessutom har kommunen maritim gräns med Lødingens kommun i väster.

## Administrativ historik
Narviks kommun bildades den 1 januari 1902 när den bröt sig ur Ankenes kommun. Narvik hade då 3 705 invånare mot Ankenes 3 023. Den 1 januari 1974 slogs kommunerna ihop igen under namnet Narvik. Narvik hade då vuxit till 12 758 invånare medan Ankenes hade 7 022.
Den 1 januari 2020 slogs Narviks kommun ihop med Ballangens kommun och en del av Tysfjords kommun.

## Kommunvapen
Vid kommunsammanslagningen 2020 antogs et nytt kommunvapen som består av fjället Stetind i vitt (silver) på blå bakgrund. Stetind ligger i den södra delen av kommunen, och har blivit utsett till Norges nationalfjäll. 
Det tidigare kommunvapnet bestod av ett guldfärgat ankare på en röd bakgrund. 

### Upphörda kommunvapen inom den nuvarande kommunen

Ballangens kommun (1980–2019)
Narviks kommun (1951–2019)
Tysfjords kommun (1987–2019)

## Tätorter
I Narviks kommun finns sex tätorter:
- Ballangen
- Beisfjord
- Bjerkvik
- Håkvik
- Kjøpsvik
- Narvik (centralort)

## Socknar
Inom Norska kyrkan är Narviks kommun indelad i sex socknar:.
- Ankenes socken
- Ballangens socken
- Bjerkviks socken
- Kjøpsviks socken
- Narviks socken
- Skjomens socken

Socknarna ingår i Ofotens prosteri i Sør-Hålogalands stift.

## Natur
Kommunen är fjällrik och över 60 procent av arealen ligger högre än 600 m.ö.h. Många av bergstopparna är täckta av glaciärer. Den högsta toppen är Storsteinfjellet, 1893 m.ö.h. Flera fjordarmar skär igenom kommunen.

## Bilder

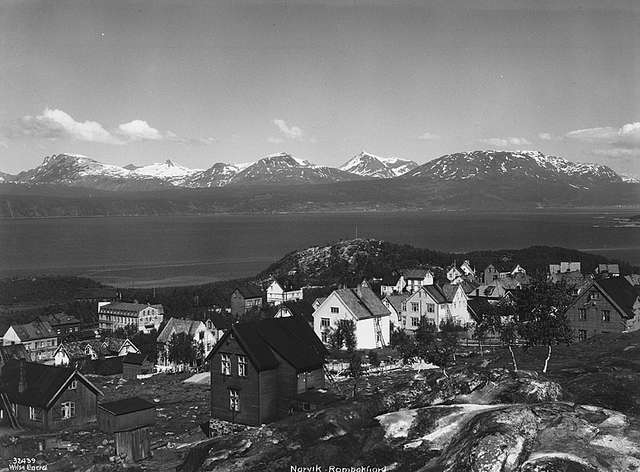
Narvik 1928.
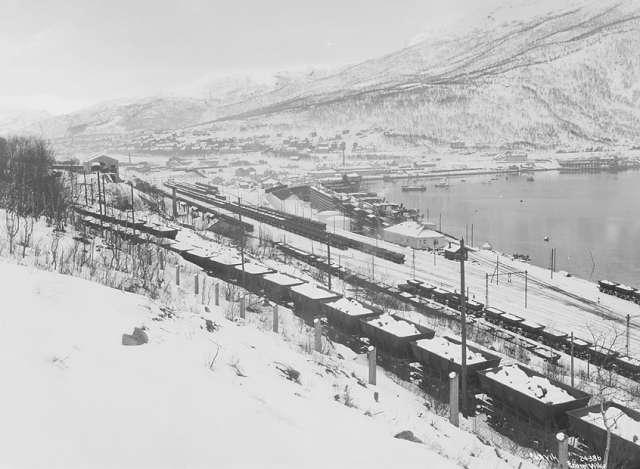
Malmtåg från Sverige 1924.